# Jacqueline Pagnol
Jacqueline Pagnol, nhũ danh Jacqueline Bouvier, là một nữ diễn viên điện ảnh người Pháp và là vợ góa của nhà văn, nhà làm phim kiêm viện sĩ Viện hàn lâm Pháp Marcel Pagnol.

## Tiểu sử
Jacqueline sinh ngày 6 tháng 10 năm 1926. tại Ribaute-les-Tavernes, tỉnh Gard. Thời trẻ, bà đi chăn dê cho người dì ở Camargue. Sau đó bà học nghề diễn viên kịch nghệ.

### Sự nghiệp
Jacqueline bắt đầu đóng phim từ năm 1942 trong phim "La maison des sept jeunes filles" của đạo diễn Albert Valentin. Bà đã đóng trên 10 phim, trong đó có 6 phim do chồng bà - Marcel Pagnol - đạo diễn. Ngoài ra Jacqueline cũng tham gia diễn xuất trong vở kịch Hamlet của William Shakespeare, do Jean-Louis Barrault đạo diễn tại rạp "Théâtre Marigny" và vở "Le Rendez-vous de Senlis" cûa Jean Anouilh, do André Barsacq đạo dễn tại rạp "Théâtre de l'Atelier".
Bà cũng có viết một bài thơ nhan đề "Histoires des petits hommes et des grandes bêtes" (Chuyện những người nhỏ bé và những thú vật lớn) đăng trên tập san của Trường Rochefort năm 1942.

### Đời tư
Jacqueline đã gặp Marcel Pagnol năm 1945 khi đóng phim "Naïs" và họ kết hôn trong cùng năm đó. Họ có hai người con: Frédéric Pagnol sinh năm 1946 và Estelle Pagnol sinh năm 1951.

## Phim mục
- 1942: La Maison des sept jeunes filles của đạo diễn Albert Valentin (vai Coco)
- 1943: Les Ailes blanches của đạo diễn Robert Péguy (vai Cricri)
- 1943: Adieu Léonard của Pierre Prévert (vai Paulette)
- 1944: Service de nuit cua Jean Faurez (vai Marcelle)
- 1945: Naïs của Marcel Pagnol (vai Naïs Micoulin)
- 1948: La Belle Meunière của Marcel Pagnol và Max de Rieux
- 1950: Le Rosier de Madame Husson của Jean Boyer (vai Élodie, cô mục đồng)
- 1951: Topaze của Marcel Pagnol (vai Ernestine Muche)
- 1951: Adhémar ou le jouet de la fatalité của Fernandel (vai cô gái bán hoa)
- 1952: Manon des sources của Marcel Pagnol (vai Manon)
- 1953: Carnaval của Henri Verneuil (vai Francine, vợ của Dardamelle, do Fernandel diễn xuất)
- 1956: La Terreur des dames của đạo diễn Jean Boyer: Louisette

## Kịch
- 1946: Hamlet của William Shakespeare, do Jean-Louis Barrault đạo diễn, rạp Théâtre Marigny
- 1954: Le Rendez-vous de Senlis cua Jean Anouilh, do André Barsacq đạo dễn, rạp Théâtre de l'Atelier